# Instituto Químico Tecnológico de Praga
La Universidad Químico Tecnológico de Praga (en checo Vysoká škola chemicko-technologická v Praze) es una universidad pública localizada en la ciudad de Praga, capital de la República Checa. Según el World University Rankingla universidad está en el 358 (2023) puesto.

## Historia
Fue fundada en el año 1952. No obstante, sus orígenes datan del 1807, cuando fue impartido el primer curso de química en el Politécnico de Praga. Después de la reestructuración de dicha institución en 1920, pasa a formar parte como uno de los siete departamentos de la Universidad Politécnica Checa.

## Localización
La Universidad cuenta con tres edificios de aulas, despachos y laboratorios. Comparte un edificio de cantina con otras universidades cercanas. Estos se encuentran en la zona noroeste de la ciudad, en el barrio de Dejvice, distrito Praga 6. Las residencias de estudiantes asociadas a esta Universidad se encuentran en la zona sureste de la ciudad, en el barrio de Kunratice, distrito Praga 4.

## Organización
La Universidad Químico-Tecnológico de Praga cuenta con cuatro facultades divididas en departamentos
- Facultad de Tecnología Química.
  - Departamento de Química Inorgánica.
  - Departamento de Tecnología Inorgánica.
  - Departamento de Ingeniería de los Metales y la Corrosión.
  - Departamento de Vidrio y Cerámica.
  - Departamento de Química de los Sólidos.
  - Departamento de Química Orgánica.
  - Departamento de Tecnología Orgánica.
  - Departamento de Polímeros.
  - Departamento de Ingeniería de los Sólidos.
  - Laboratorio de Materiales Inorgánicos
  - Departamento de Tecnología Química de Conservación de Monumentos.
- Facultad Técnica-Medioambiental.
  - Departamento de Tecnología del Petróleo y Petroquímicas.
  - Departamento de Gases, Residuos y Protección del Aire.
  - Departamento de Tecnología del Agua e Ingeniería Medioambiental.
  - Departamento de Ingeniería de la Energía.
  - Departamento de Química Medioambiental.
- Facultad de Tecnología Bioquímica y de los alimentos.
  - Departamento de Química, Bioingeniería y Fermentación.
  - Departamento de Bioquímica y Microbiología.
  - Departamento de Química y Tecnología de los Carbohidrátos.
  - Departamento de Tecnología de las Grasas.
  - Departamento de Tecnología y Análisis de los alimentos.
  - Departamento de Preservación de los alimentos y Tecnología de la Carne.
  - Departamento de Química de las Sustancias Naturales.
- Facultad de Ingeniería Química.
  - Departamento de Química Analítica.
  - Departamento de Física-Química.
  - Departamento de Ingeniería Química.
  - Departamento de Matemáticas.
  - Departamento de Economía y Administración de la Química y de la Industria de los alimentos.
  - Departamento de Físicas y Medidas.
  - Departamento de Ingeniería de la Computación y de Sistemas.

## Alumnos Notables
Otto Wichterle, inventor de las lentes de contacto y la poliamida, entre otros. Vladimír Prelog, Premio Nobel en 1975 por su trabajo en el campo de los compuestos naturales y la estereoquímica. Vladimír Páral, novelista, en su obra a menudo examina las personajes, como si estuvieran en un experimento. František Benda, ministro del Medio Ambiente y religioso.